# بريتا أوبرغ
بريتا أوبرغ (بالسويدية: Brita Öberg)‏ هي ممثلة سويدية، ولدت في 22 مايو 1900 في ستوكهولم في السويد، وتوفي بنفس المكان في 26 ديسمبر 1969.

## أعمال

### أفلام
- العار

## وصلات خارجية
- بريتا أوبرغ على موقع IMDb (الإنجليزية)
- بريتا أوبرغ على موقع قاعدة بيانات الأفلام السويدية (السويدية)
- بريتا أوبرغ على موقع قاعدة بيانات الفيلم (الإنجليزية)